# Полтева, Марьяна Михайловна
Марья́на Миха́йловна По́лтева (Полина Полтева; род. 27 июля 1967) — советская и российская актриса театра и кино.

## Биография
Марьяна Полтева родилась 27 июля 1967 года в Москве. Ее отец – Михаил Константинович Полтев, один из создателей институтов повышения квалификации в различных отраслях народного хозяйства. Мама – художница. Снималась в кино с пяти лет. Училась в ЛГИТМиКе на курсе Льва Додина. После первого курса перевелась в Школу-студию МХАТ, которую окончила в 1990 году (мастерская О. П. Табакова). После школы-студии играла в Табакерке Театре под руководством О. Табакова, затем в «Современнике», Московском Художественном театре имени А. П. Чехова и «Ленкоме». Вела программу «С добрым утром!» на радио.
В конце 1990-х была продюсером концертных программ в артистическом клубе «Пилот» (владелец — Антон Табаков).
В 1997 году уехала к родителям в Берлин и родила там сына. 
В настоящее время проживает в Австрии, имея немецкое гражданство. 

### Личная жизнь
Марьяна Полтева в конце 1990-х годов жила в гражданском браке с рок-музыкантом Юрием Шевчуком, отцом её сына Фёдора (род. 1997).

## Фильмография
| Год  |   | Название                        | Роль                                                                              |
| ---- | - | ------------------------------- | --------------------------------------------------------------------------------- |
| 1983 | ф | Дело за тобой!                  | Вера                                                                              |
| 1985 | ф | День гнева                      | Тина                                                                              |
| 1985 | ф | Начни сначала                   | Лиза Царёнкова, поклонница Николая                                                |
| 1985 | ф | Не ходите, девки, замуж         | Люда, доярка                                                                      |
| 1985 | ф | Страховой агент                 | Оленька, воспитательница в детском саду                                           |
| 1985 | ф | Хочу тебе сказать…              | Лариса                                                                            |
| 1986 | ф | Ваша дочь Александра            | Александра                                                                        |
| 1986 | ф | Попутчик                        | Оля                                                                               |
| 1986 | ф | Путь к себе                     | Лина, учащаяся ПТУ, снимающаяся в кино                                            |
| 1987 | ф | Вот такая история…              | Лена, племянница директора НИИ Николая Путинцева                                  |
| 1987 | ф | Кресло                          | посетительница бара                                                               |
| 1988 | ф | Всё нормально                   | Женька                                                                            |
| 1989 | ф | Руанская дева по прозвищу Пышка | бюргерша Ламатон (поёт Екатерина Семёнова)                                        |
| 1990 | ф | Бабник                          | Люси, девочка на вечеринке                                                        |
| 1991 | ф | Дети, бегущие от грозы          | новелла «Террорист»                                                               |
| 1991 | ф | Курица                          | Курослепова Нонна Александровна, актриса Дощатовского драматического театра (ДДТ) |
| 1991 | ф | Не спрашивай меня ни о чём      | Имя персонажа не указано                                                          |
| 1992 | ф | Ключ                            | Муся, дочь адвоката                                                               |
| 1992 | ф | Прикосновение                   | Марина                                                                            |
| 1994 | ф | Наваждение                      | Сонечка                                                                           |